# Jim Elkins (criminal)
James Butler Elkins (1901–1968) fue un jefe criminal en Portland, Oregon, a mediados del siglo XX.
Elkins estuvo involucrado en numerosas actividades ilegales durante varias décadas a mediados del siglo XX. Se dice que dirigía clubes nocturnos como el 8212 Club, y era conocido por su brutalidad. Su testimonio, apoyado por más de 70 horas de grabaciones de audio de conversaciones que hizo por su cuenta, fue una característica prominente en las investigaciones del Comité McClellan sobre el crimen organizado que comenzaron en 1957.
Las grabaciones de audio de Elkins dieron lugar a acusaciones contra el alcalde de Portland, Terry Schrunk, y el fiscal de Distrito del condado de Multnomah, William Langley, aunque ambos fueron absueltos. El jefe de Policía de Portland, Jim Purcell, también fue acusado.

## Primeros años
Elkins estuvo implicado en sus primeros años en delitos como la fabricación ilegal de whisky (luzdeluna), el tiroteo a un guardia de seguridad en Arizona, posesión de narcóticos y organización ilegal de apuestas. En los años 30 Elkins se marchó a Portland para ayudar a su hermano Fred Elkins que  tenía una pequeña red de prostitución. Fred recaudaba el dinero del negocio y Jim pagaba sobornos a policías a cambio de su protección.